# Йозеф Черний
Йозеф Черний (чеськ. Josef Černý; 18 жовтня 1939, Рожмиталь-під-Тршемшинем, Пршибрам, Протекторат Богемії і Моравії — 24 липня 2025) — чехословацький хокеїст, крайній нападник.
Член зали слави ІІХФ (2007) та зали слави чеського хокею (2008).

## Клубна кар'єра
В чемпіонаті Чехословаччини грав за пльзеньський «Спартак» (1958-1959) та «Руду Гвезду», ЗКЛ, «Зетор» із Брно (1959-1978). Семиразовий чемпіон країни (1960–1966). Найкращий бомбардир турніру 1963-64 — 56 очок. Найкращий снайпер 1964 (44 голи),  1970 (32 голи). Всього в лізі закинув 403 шайби в 686 іграх. Це третій показник в історії чехословацького та чеського хокею. Попереду лише Мілан Новий (474 голи) та Владімір Ружичка (431). Тричі поспіль здобував кубок європейських чемпіонів (1966-1968).
Останній сезон провів у складі австрійського «АТСЕ Грац» (1978-79; 32 матчі та 12 голів).

## Виступи у збірній
У складі національної збірної був учасником чотирьох Олімпіад (1960, 1964, 1968, 1972). У Греноблі здобув срібну нагороду, а на іграх у Інсбруку та Саппоро — дві бронзові.
Брав участь у дванадцяти чемпіонатах світу та Європи (1959-1961, 1963-1971). Другий призер світового чемпіонату 1961, 1965, 1966, 1968, 1971; третій призер 1959, 1963, 1964, 1969, 1970. На чемпіонатах Європи — дві золоті (1961, 1971), п'ять срібних (1959, 1960, 1965, 1966, 1968) та п'ять бронзових нагород (1963, 1964, 1967, 1969, 1970). На чемпіонатах світу та Олімпійських іграх провів 86 матчів (31 закинута шайба), а всього у складі збірної Чехословаччини — 210 матчів (75 голів).

## Клуб хокейних снайперів
У Чехії існує «Клуб хокейних снайперів», заснований газетою «Спорт». До нього зараховуються хокеїсти, які в чемпіонатах Чехословаччини та Чехії, а також у складах національних збірних цих країн закинули 250 шайб. Йозеф Черний у цьому списку посідає шосте місце (478 голів).

## Тренерська діяльність
Як головний тренер очолював команди Австрії, Чехії та Словаччини. Зокрема, 1997-99 та 2001-02 роках, наставник «Комети» (Брно).

## Нагороди та досягнення

### Командні
| Нагороди                     | Команда             | Кіл. | Роки                         |
| ---------------------------- | ------------------- | ---- | ---------------------------- |
| Олімпійські ігри             |                     |      |                              |
| Срібло                       | Чехословаччина      | 1    | 1968                         |
| Бронза                       | Чехословаччина      | 2    | 1964, 1972                   |
| Чемпіонат світу              |                     |      |                              |
| Срібло                       | Чехословаччина      | 5    | 1961, 1965, 1966, 1968, 1971 |
| Бронза                       | Чехословаччина      | 5    | 1959, 1963, 1964, 1969, 1970 |
| Чемпіонат Європи             |                     |      |                              |
| Золото                       | Чехословаччина      | 2    | 1961, 1971                   |
| Срібло                       | Чехословаччина      | 5    | 1959, 1960, 1965, 1966, 1968 |
| Бронза                       | Чехословаччина      | 5    | 1963, 1964, 1967, 1969, 1970 |
| Кубок європейських чемпіонів |                     |      |                              |
| Володар                      | ЗКЛ (Брно)          | 3    | 1966, 1967, 1968             |
| Чемпіонат Чехословаччини     |                     |      |                              |
| Золото                       | ЗКЛ (Брно)          | 7    | 1960-1966                    |
| Срібло                       | «Спартак» (Пльзень) | 1    | 1959                         |
| Срібло                       | ЗКЛ (Брно)          | 3    | 1968, 1969, 1971             |
| Бронза                       | ЗКЛ (Брно)          | 2    | 1967, 1970                   |

### Особисті
| Нагороди                       | Кіл. | Роки                 |
| ------------------------------ | ---- | -------------------- |
| Найкращий бомбардир ліги       | 1    | 1964 (56 очок)       |
| Найкращий снайпер ліги         | 2    | 1964 (44), 1970 (32) |
| Член зали слави ІІХФ           | -    | 2007                 |
| Член зали слави чеського хокею | -    | 2008                 |